# Gilead (Nebraska)
Gilead je selo u američkoj saveznoj državi Nebraska. Prema popisu stanovništva iz 2010. u njemu je živjelo 39 stanovnika.